# Jabberwocky
Jabberwocky [ˈdʒæbəˌwɒki] is de titel van een beroemd nonsensgedicht van Lewis Carroll uit het boek Through the Looking-Glass (1871). Een groot deel van de gebruikte woorden is door de schrijver bedacht. Het gedicht krijgt zijn werking door de combinatie van onomatopeeën en porte-manteaus.
In een vroege scène waarin ze voor het eerst de schaakstukken White King en White Queen ontmoet, vindt Alice een boek geschreven in een schijnbaar onverstaanbare taal. Ze realiseert zich dat ze door een omgekeerde wereld reist en beseft dat de verzen op de pagina's in spiegelschrift zijn geschreven. Ze houdt een spiegel voor een van de gedichten en leest het gereflecteerde vers van Jabberwocky. Ze vindt het onzinvers net zo raadselachtig als het vreemde land dat ze is binnengegaan, later onthuld als een droomlandschap.
In het gedicht waarschuwt een man zijn zoon voor drie dieren die de omgeving onveilig maken, in het bijzonder voor de Jabberwock. De jongen gaat met een zwaard eropuit en slaagt erin de Jabberwock te doden. Thuis wordt hij met vreugde ontvangen.
Een vertaling in traditionele zin is niet mogelijk, maar er zijn wel diverse herdichtingen in allerlei talen. 

Vijf van die "vertalingen" zijn in het Nederlands:
- De krakelwok door Ab Westervaarder & René Kurpershoek
- Wauwelwok door Alfred Kossmann & Cornelis Reedijk (1947)
- Koeterwaal door Nicolaas Matsier
- Zwateldrok door Sofia Engelsman.
- Kwebbelgnokking door Imme Dros.

## Tekst
'Twas brillig, and the slithy toves
Did gyre and gimble in the wabe:
All mimsy were the borogoves,
And the mome raths outgrabe.

"Beware the Jabberwock, my son!
The jaws that bite, the claws that catch!
Beware the Jubjub bird, and shun
The frumious Bandersnatch!"

He took his vorpal sword in hand:
Long time the manxome foe he sought—
So rested he by the Tumtum tree,
And stood awhile in thought.

And, as in uffish thought he stood,
The Jabberwock, with eyes of flame,
Came whiffling through the tulgey wood,
And burbled as it came!

One, two! One, two! And through and through
The vorpal blade went snicker-snack!
He left it dead, and with its head
He went galumphing back.

"And hast thou slain the Jabberwock?
Come to my arms, my beamish boy!
O frabjous day! Callooh! Callay!"
He chortled in his joy.

'Twas brillig, and the slithy toves
Did gyre and gimble in the wabe:
All mimsy were the borogoves,
And the mome raths outgrabe.